# Heerjansdam

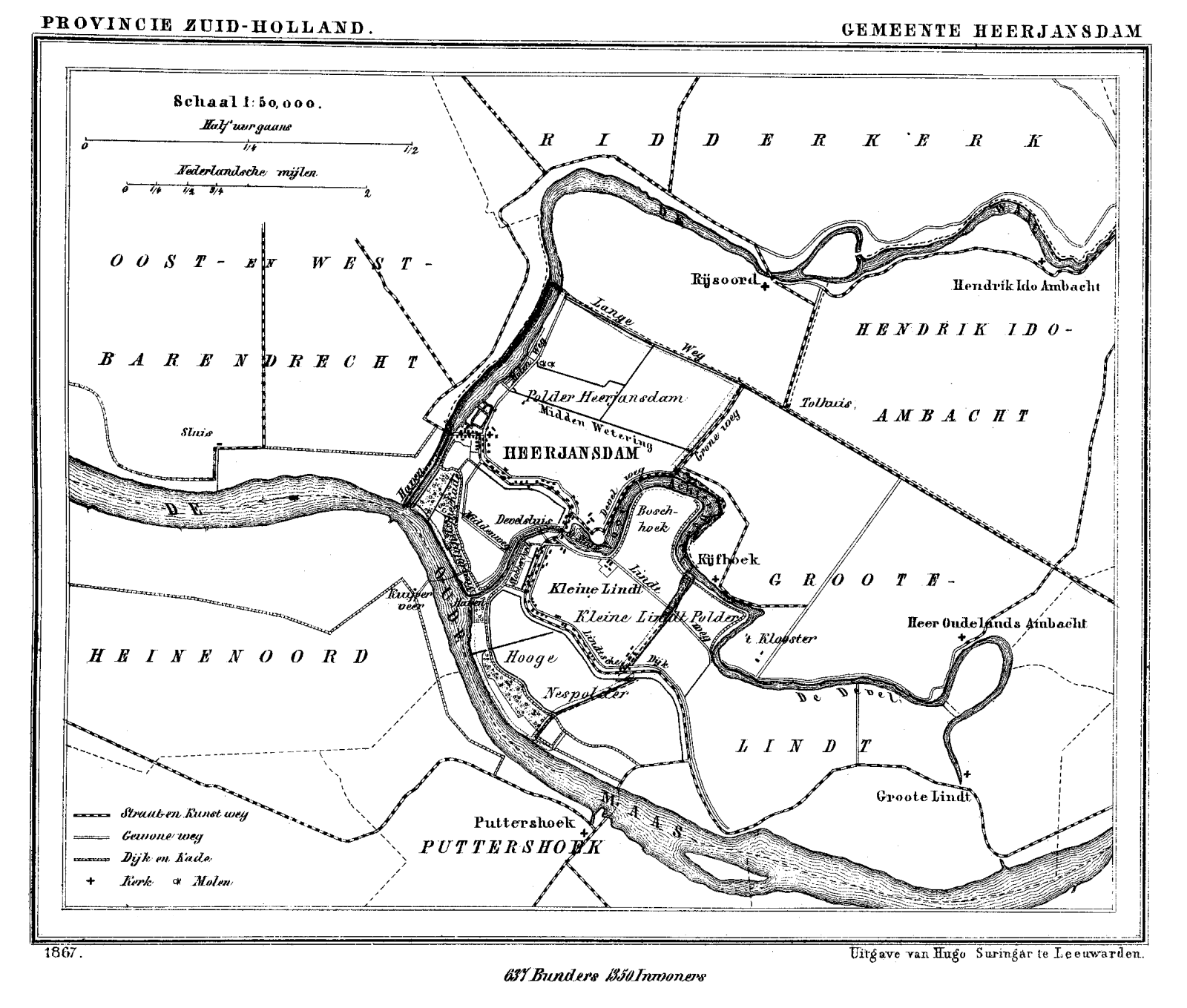
Kaart uit 1867

Heerjansdam is een dorp ten noorden van de Oude Maas in de Zwijndrechtse Waard in Zuid-Holland en onderdeel van de gemeente Zwijndrecht, maar leunt wat betreft voorzieningen ook sterk op de gemeente Barendrecht.

## Voormalige gemeente
Heerjansdam was een zelfstandige gemeente totdat het op 1 januari 2003 onderdeel werd van de gemeente Zwijndrecht. Het had op dat moment 3590 inwoners en een oppervlakte van 6,39 km². Het voormalige raadhuis is een modern gebouw uit 1958. Het is gebouwd naar een ontwerp van architect Leo de Jonge.

## Geografie
Heerjansdam is begrensd door de rivieren het Waaltje in het noordwesten (Barendrecht) en de Oude Maas in het zuidwesten, in het noorden door de Langeweg (Rijsoord), een weg die dwars door Hendrik-Ido-Ambacht en Zwijndrecht heenloopt en al vanaf de herdijking van de Zwijndrechtse Waard in 1332 een belangrijke rol heeft gespeeld. De (voormalige) grens met Zwijndrecht (in het zuidoosten) loopt door de polder door de buurtschappen Groote- en Kleine Lindt.

## Naam
De naam Heeren Heynen ambacht of Heren Heyenland komt voor het eerst voor in 1323, in een document waarmee een Amersfoortse abdij haar grond in de Zwijndrechtse Waard verkocht aan graaf Willem III. De naam Heerjansdam is afkomstig van Jan van Rosendaele die het op 25 november 1368 die naam gaf. Van Rosendaele kon Heerjansdam zijn naam geven omdat hij de bedijking van de Zwijndrechtse Waard bekostigde die in 1331 in gang was gezet door graaf Willem III. In ruil hiervoor benoemde Hendrik van Brederode Jan van Rosendaele, samen met zeven andere personen die de bedijking mede hadden gefinancierd, tot ambachtsheer van een deel van de waard.

## Geboren in Heerjansdam
- Arie Lamme (1748-1801), schilder en dichter
- Pieter Beelaerts van Blokland (1932-2021), politicus, onder meer minister van VROM en commissaris van de Koningin in Utrecht
- Meindert Leerling (1936-2021), (sport)journalist, tv-regisseur en politicus
- Johan Simons (1946), toneel- en operaregisseur
- Carola Schot (1968), ultraloopster
- Michiel Rijsberman (1970), civiel ingenieur en politicus
- Sander Oostlander (1984), wielrenner